# Araneus boerneri
Araneus boerneri är en spindelart som först beskrevs av Embrik Strand 1907.  Araneus boerneri ingår i släktet Araneus och familjen hjulspindlar.

## Underarter
Arten delas in i följande underarter:
- A. b. clavimaculus
- A. b. obscurellus